# شب‌نوردها
شب‌نوردها یا سگ‌های راکونی (نام علمی: Nyctereutes) نام یک سرده از تیره سگان است. فسیل این جانور که متعلق به حدود ۵٫۵ میلیون سال پیش است در شمال چین پیدا شد.